# موزه اگوستن
موزهٔ اُگوستَنِ تولوز به فرانسه Musée des Augustins de Toulouse یک موزهٔ هنرهای زیبا در تولوز فرانسه است که در آن تندیس و نقاشی‌هایی از قرون وسطی تا آغاز سدهٔ بیست میلادی به نمایش درآمده است. این نقاشی‌ها مربوط به سراسر فرانسه است اما تندیس‌ها مربوط به ناحیه ای با فرهنگ اکسیتان است که از نظر هنر رمانسک بسیار غنی است.
موزه در ساختمانی که در سال ۱۳۰۹ ساخته شده‌است، ایجاد شده‌است. این سازه معماری گوتیک دارد و پیش از انقلاب فرانسه از آن به عنوان کلیسایی برای مذهب اگوستینین استفاده می‌شد. درهای این کلیسا در سال ۱۷۹۳ برای همه باز شد و در ۲۷ اوت ۱۷۹۵ تبدیل به موزه ای برای همگان شد. پس از کنوانسیون ملی فرانسه اندکی پس از گشایش موزهٔ لوور این موزه نیز باز شد.
موزهٔ اگوستن پس از موزهٔ لوور و موزهٔ هنرهای زیبای بزانسون یکی از کهن‌ترین موزه‌های فرانسه است.